# Demokratisk underskud
Demokratisk underskud er et udtryk, der beskriver en mangel på demokratisk legitimitet, ofte i en bestemt politisk forsamling eller organisation. 
Udtrykket bruges især inden for EU, som ofte er blevet beskyldt for at lide under et demokratisk underskud. Dette skyldes bl.a., at befolkningerne i EU-landene har for svært ved at øve indflydelse på EU, fordi der generelt er lille interesse fra befolkningen og mediernes side omkring EU. Mange mener, at den komplekse måde EU fungerer på, gør det svært tilgængeligt for borgerne.
Udtrykket demokratisk underskud (engelsk: "democratic deficit") blev angiveligt først anvendt af det britiske Europaparlaments-medlem Bill Newton Dunn, der anvendte det som titel på en pamflet, “The Democratic Deficit”, i 1986. 